# Droga R5 (Belgia)
Droga R5, Obwodnica Mons (fr. Ring de Mons) – południowo-zachodnia obwodnica belgijskiego miasta Mons, posiadająca parametry autostrady. 

## Historia
Pierwszy odcinek trasy o długości 1 kilometra oddano do użytku w 1972 roku pomiędzy Jemappes a zachodnią częścią Mons. Arteria otrzymała numer R5 w 1974 roku. Kolejny odcinek, mający 4,7 km, otwarto dopiero w 1984 roku w okolicach Cuesmes. W 1986 roku ponownie przedłużono drogę, tym razem o 2,6 km. Później zaprzestano dalszej budowy.
Obecnie nie istnieją plany domknięcia obwodnicy po stronie południowej (połączenie arterii z drogą R5a), zaś północny fragment obwodnicy stanowi autostrada A7.